# Бакнінь (провінція)
Бакнінь (в'є. Bắc Ninh) — провінція у північній частині В'єтнама, у дельті річки Хонгха. Площа — 823 км². Населення становить 1 024 472 особи (2009, перепис); щільність населення — 1244,41 чіл./км². Адміністративний центр — місто Бакнінь. Провінція є найменшою у В'єтнамі за площею і відрізняється найбільшою у країні щільністю населення (займає третє місце, якщо враховувати міста центрального підпорядкування).

## Населення
У 2009 році населення провінції становило 1 024 472 особи, з них 502 925 (49,09 %) чоловіки і 521 547 (50,91 %) жінки, 783 485 (76,48 %) сільські жителі і 240 987 (23,52 %) жителі міст.
Національній склад населення (за даними перепису 2009 року): в'єтнамці 1 021 061 особа (99,67 %), інші 3 411 осіб (0,33 %).

## Пам'ятки
Село Донгхо відоме як центр традиційної в'єтнамської ксилографії (стиль Tranh Đông Hồ).